# Jacob Lachmann
Jacob Leopold Lachmann, född 10 juni 1844 i Odense, Danmark, död 25 juni 1909 i Snårestad, Malmöhus län, var en dansk-svensk affärsman. Han var främst verksam inom sockernäringen och startade flera sockerbruk.

## Biografi

### Uppväxt
Jacob Lachmann föddes in i en judisk släkt i Odense i Danmark 1844. Hans farmors föräldrar hade invandrat till landet från Västpreussen 1786 undan trakasserier och hotande pogromer. Fadern var bleckplåtslagare. Jacob blev affärsman och drev tillsammans med sin bror ett företag i Köpenhamn. Främst handlade man med kolonialvaror och försäljningen utvecklades även i södra Sverige.

### Sockerentreprenör i Ystad
1872 mottog Ystads stad en donation från lagman T. L. Sylvan. Gåvan gällde ett nästan färdigställt sockerraffinaderi med byggnader, maskiner och andra inventarier samt järnvägsspår till Ystads station. Sylvan hade uppfört bruket på sina ägor i Öja strax norr om staden med avsikt att arrendera ut driften, men sviktande hälsa och en önskan att göra något för sin stad fick honom att donera anläggningen i stället. Staden var fri att arrendera ut driften eller att sälja bruket.
Det dröjde till 1881 innan Ystad lyckats sälja sitt sockerbruk. Det blev till ett danskt konsortium där Jacob Lachmann hade en ledande roll. Med Lachmann som disponent kom driften snabbt igång. Man raffinerade råsocker från S:t Croix i Danska Västindien och redan efter några år var bruket ett av de större i Sverige, trots hård konkurrens från andra sockerbruk. Priskrig utbröt och relationerna med andra aktörer var inte alltid de bästa. 1887 strejkade arbetarna för bättre löner och rätt att bilda fackförening, men Lachmann avvisade kraven och tog in strejkbrytare. Arbetarna tvangs att ge upp.
1894 lät Jacob Lachmann bygga en råsockerfabrik i Köpingebro öster om Ystad. Den använde sockerbetor från trakten och blev snabbt störst i Sverige. Odlingen av sockerbetor hade kommit igång på allvar i Sverige några år tidigare och produktionen fortsatte att öka i snabb takt, med överproduktion som följd. Producenterna försökte komma överens om begränsning av betodlingen utan att nå resultat, bland annat på grund av motstånd från Lachmann. En öppen strid bröt ut.
1897 ville Lachmann anlägga ett nytt sockerbruk väster om Ystad, vid Skivarp. Konkurrenterna svarade med att köpa Tofthögsgården i närheten för att där anlägga ett eget bruk. Därifrån skulle man också kunna reglera vattenflödet i Skivarpsån, till förfång för Lachmanns anläggning. Dennes motdrag blev att köpa aktiemajoriteten i Trelleborg-Rydsgårds Järnvägsaktiebolag. Han skulle därmed kunna blockera transporterna till och från den konkurrerande fabriken. Motståndarna gav upp och Lachmann byggde sitt nya sockerbruk.
Skifarps sockerbruk togs i bruk 1901.  Lachmann lät även bygga en järnväg från Skivarp till Charlottenlund vid Malmö-Ystads järnväg och förbättrade på så vis kommunikationerna mellan Skivarp och Ystad. Järnvägen blev dock olönsam och lades ner redan 1919.

### Gitermål och barn

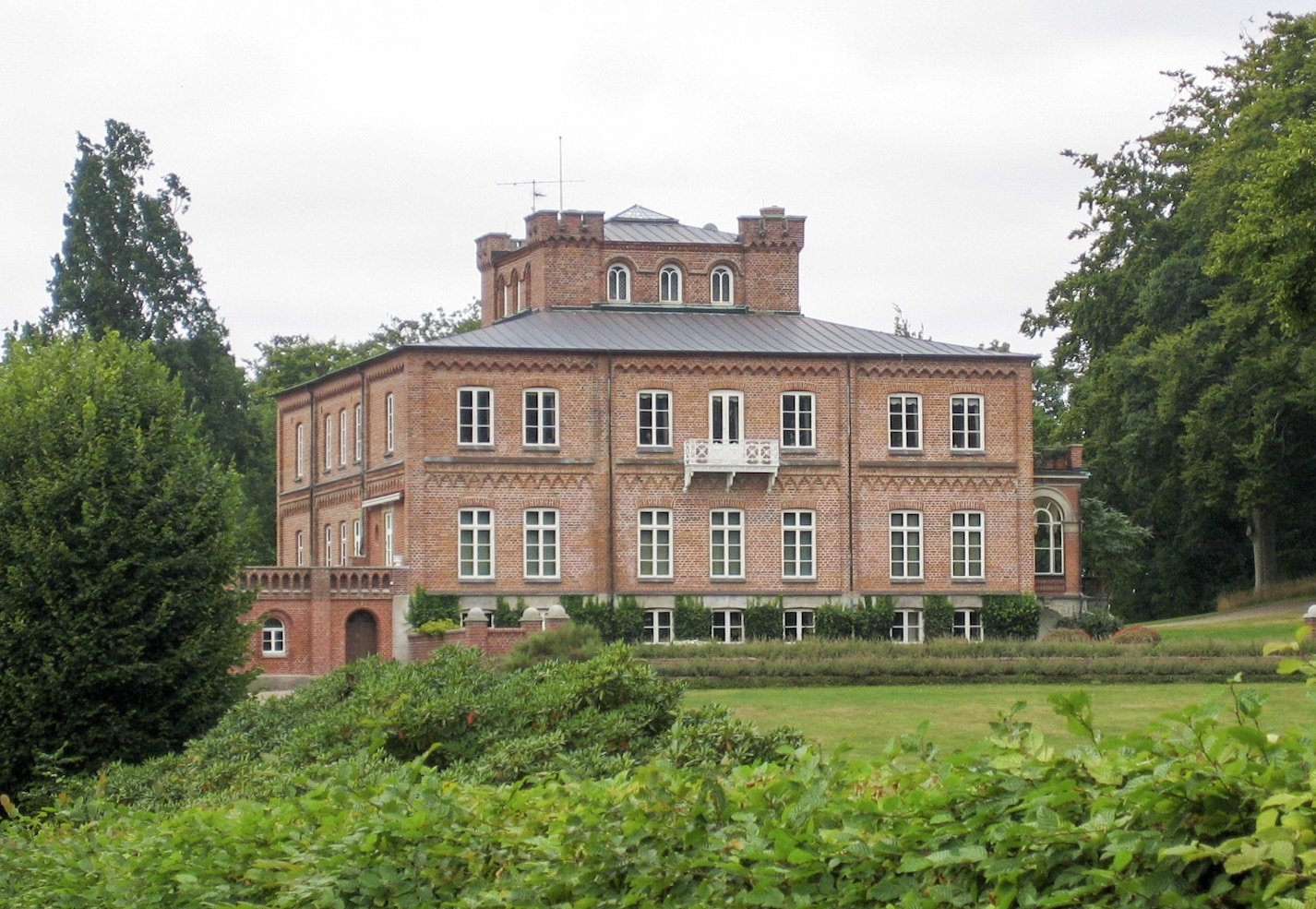
Charlottenlund

Jacob Lachmann bodde i Köpenhamn men lät också bygga en bostad vid sockerbruket i Öja. I Ystad träffade han Johanna Nilsdotter. De blev ett par utan att gifta sig. Giftermål över religionsgränser hade visserligen blivit legalt i Sverige 1863, men den judiska traditionen tillät inte att en judisk man gifte sig med en icke-judisk kvinna. 1888 fick de sonen Johan, men bildade sedan familj var och en på sitt håll.
Jacob Lachmann blev svensk medborgare 1889. Han gifte sig 1891 med sin kusin Clara Meyer. Paret fick två barn, en son som dog i späd ålder och en dotter. Familjen flyttade 1899 in i ett stort jugendinspirerat hus som Lachmann låtit bygga i centrala Ystad.
Redan två år senare, 1901, köpte och renoverade Lachmann Charlottenlunds gods i Snårestads socken väster om Ystad. På godset fanns stora odlingar av sockerbetor. Ättlingar bebor 2017 alltjämt godset.

### Sockerentreprenör i Västindien

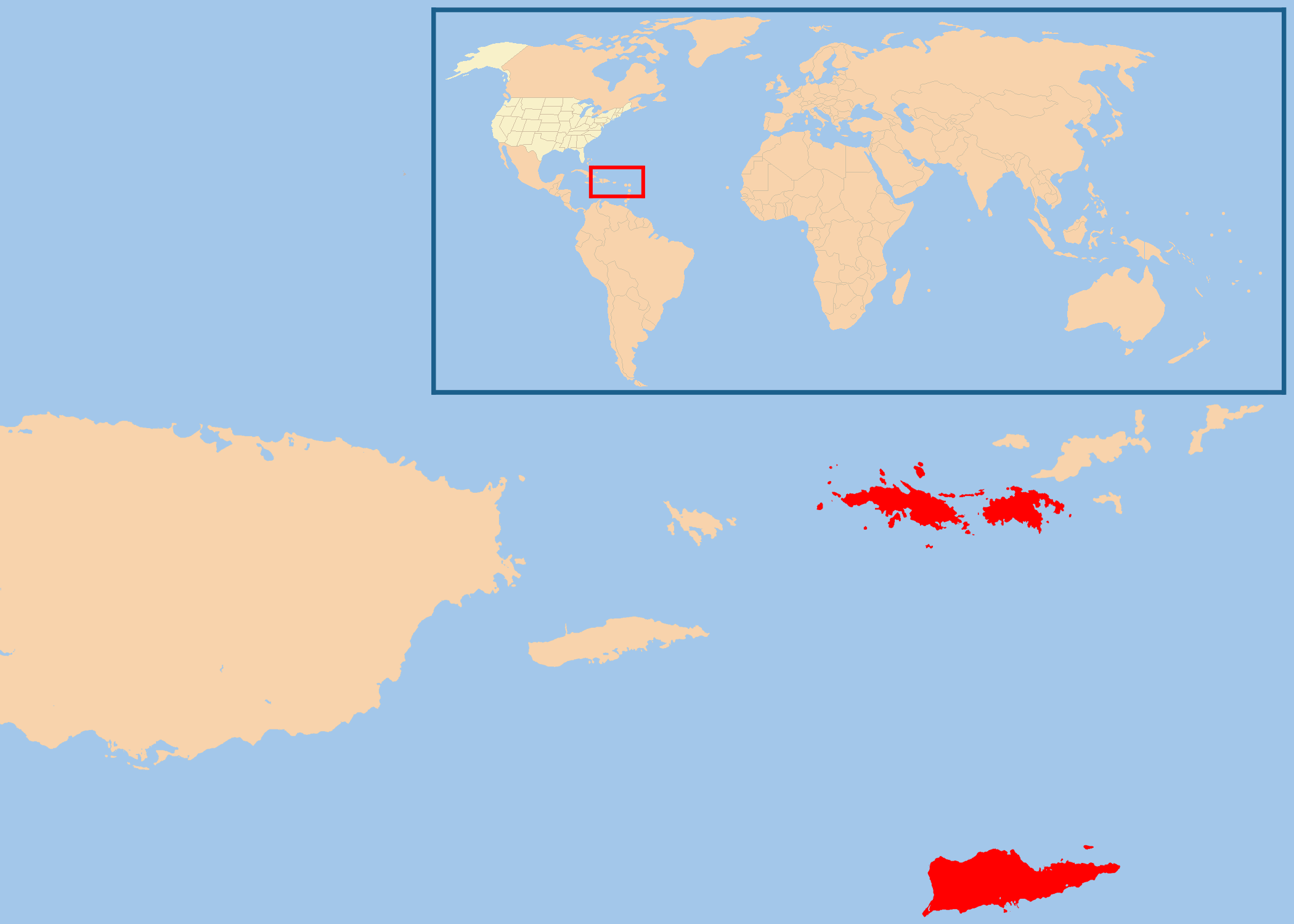
Danska Västindien

1902 sålde Lachmann allt sitt innehav i de tre skånska sockerbruken till Sockerfabriks AB Union. Köpesumman blev 10,8 miljoner kr. Han kom i stället att satsa på Västindien.
Danska Västindien blev 1754 en dansk koloni. Med tiden kom ögruppen att ses som en belastning snarare än som en tillgång. Danmarks regering tillsatte 1903 en kommission för att utreda hur man skulle kunna stimulera ekonomin i kolonin. Kommissionen for samma år till Västindien och med på resan fanns experter och entreprenörer inom olika områden, bland dem Jacob Lachmann och hans brorson Carl Lachmann. På den största av öarna, S:t Croix, fanns stora sockerplantager. Där fanns också sockerfabriker men de behövde rustas upp och moderniseras. 
Jacob Lachmann köpte flera stora plantager och moderniserade driften av fabrikerna. Chef blev brorsonen. De lät bygga bostäder för arbetarna, sjukstuga och två kyrkor. Hela anläggningen, Sukker ab Bethlehem, kunde liknas vid ett samhälle med flera tusen invånare.
1917 sålde Danmark sin koloni till USA. Dansk Vestindien blev United States Virgin Islands. 

### Samhällsengagemang

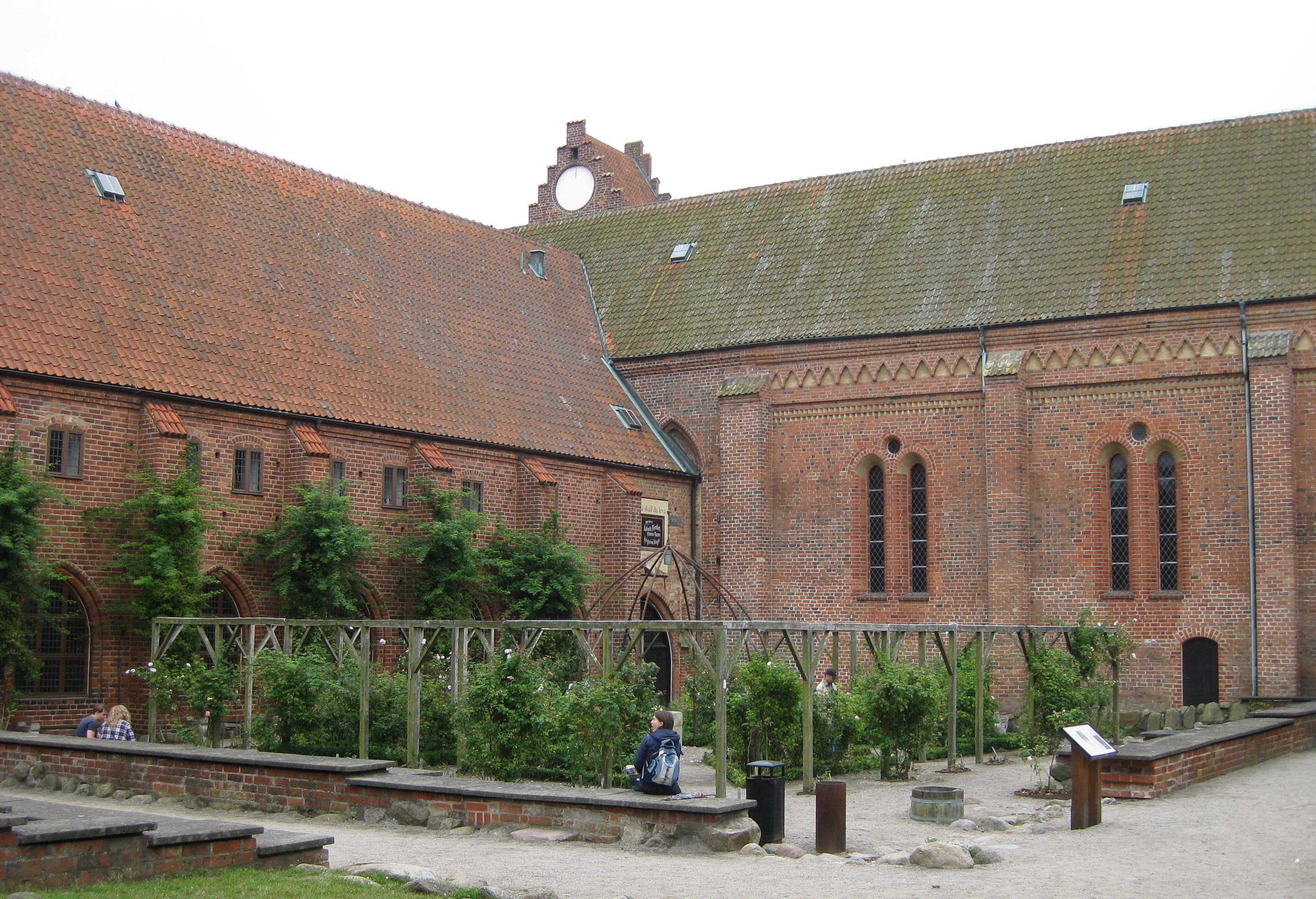
Ystads kloster. Längan till vänster var rivningshotad

Jacob Lachmann engagerade sig i lokalpolitiken i Ystad. Bland annat var han ledamot i stadsfullmäktige 1887-98.
Ystads franciskanerkloster grundades 1267. Stadsfullmäktige beslöt 1901 att låta riva en stor del av byggnaden, uppförd omkring år 1400. Underhållet var eftersatt och man ansåg sig inte ha råd att bekosta en restaurering, beräknad till ca 50 000 kr. Beslutet väckte protester och överklagades. Lachmann agerade. Han förband sig att donera 20 000 kr till en restaurering om staden och staten sköt till resten av kostnaden. Som ett villkor krävde han att byggnaden skulle användas som museum och bibliotek. Staden och staten accepterade och byggnaden räddades. Kostnaden blev högre än beräknat och Lachmann bidrog totalt med 55 000 kr.
Jacob Lachmann var medlem i Malmö mosaiska församling. Församlingen byggde 1903 en ny synagoga i Malmö till en kostnad av 60 000 kr. Enligt församlingens regler skulle Lachmann bidra med 44 000 kr men beloppet sänktes till 30 000 kr.
Lachmann fick 1901 ta emot Vasaorden och 1904 danska Dannebrogorden.

### Död och eftermäle
Jacob Lachmann dog 25 juni 1909 i sviterna efter en blindtarmsoperation i den tyska kurorten Bad Wildungen. Han begravdes på den mosaiska begravningsplatsen i Köpenhamn. Hans änka och arvtagerska Clara Lachmann skänkte senare stora belopp till välgörenhet.
Långt senare blev Jacob Lachmann ihågkommen av Länstrafiken Malmöhus. På 1990-talet trafikerade en motorvagn sträckan Malmö-Ystad, ett pågatåg med namnet Jacob Lachmann.